# Sportåret 1940

## Händelser

### Amerikansk fotboll
- Chicago Bears besegrar och fullkomligt krossar Washington Redskins med utklassningssiffrorna 73 - 0 i NFL-finalen.

### Bandy
- 3 mars - IK Huge blir svenska mästare efter vinst i finalen mot Sandvikens AIK med 2-1 på Stockholms stadion.[1][2]

### Baseboll
- 8 oktober - National League-mästarna Cincinnati Reds vinner World Series med 4-3 i matcher över American League-mästarna Detroit Tigers.[3]

### Boxning
- Världsmästaren i tungvikt Joe Louis försvarar sin titel genom att besegra
- 9 februari - Arthur Godoy
- 29 mars - Al McCoy
- 20 juni - Arthur Godoy
- 20 september - Al McCoy

### Cykel
- Fausto Coppi, Italien vinner Giro d’Italia

### Fotboll
- 2 april - Kroatien spelar sin första officiella landskamp i fotboll, då man i Zagreb vinner med 4-0 mot Schweiz.[4]

#### Ligamästare
- Italien - FC Internazionale Milano
- Spanien - Club Atlético de Madrid
- Sverige - IF Elfsborg
- Tyskland - Schalke 04

### Friidrott
- 31 december - Antônio Alves vinner Sylvesterloppet i São Paulo.[5]
- Gerard Cote, Kanada vinner Boston Marathon.[6]

#### Världsrekord

##### Herrar
- 3 000 m: Henry Kälarne, Sverige – nytt världsrekord 8.09,0
- Stavhopp: Cornelius Warmerdam USA; i Fresno – 4,60

### Golf
- British Open - Ingen tävling
- US Open vinns av Lawson Little, USA
- PGA Championship vinns av Byron Nelson, USA
- The Masters vinns av Jimmy Demaret, USA

### Ishockey
- 12 mars - IK Göta blir svenska mästare efter finalvinst mot AIK med 4-1 på Östermalms IP i Stockholm.[7]
- 13 april - New York Rangers vinner Stanley Cup efter att i finalspelet ha besegrat Toronto Maple Leafs med 4–2.[8]

### Skidor, alpina grenar

#### VM  (tävlingarna förklarades ogiltiga 1946)

##### Herrar
- - Slalom
- 1 Albert Pfeifer, Tyskland
- 1 Vittorio Chieroni, Italien
- 3 Alberto Marcellin, Italien

- - Störtlopp
- 1 Josef Jennewein, Tyskland
- 2 Alberto Marcellin, Italien
- 3 Rudolf Cranz, Tyskland

- - Kombination
- 1 Josef Jennewein, Tyskland
- 2 Alberto Marcellin, Italien
- 3 Vittorio Chieroni, Italien

##### Damer
- - Slalom
- 1 Celina Seghi, Italien
- 2 Christl Cranz, Tyskland
- 3 Anneliese Schuh-Proxauf, Tyskland

- - Störtlopp
- 1 Christl Cranz, Tyskland
- 2 Käthe Grassegger, Tyskland
- 3 Anneliese Schuh-Proxauf, Tyskland

- - Kombination
- 1 Christl Cranz, Tyskland
- 2 Celina Seghi, Italien
- 3 Anneliese Schuh-Proxauf, Tyskland

#### SM

##### Herrar
- Slalom vinns av Hans Hansson, Åre SLK. Lagtävlingen vinns av Åre SLK.

##### Damer
- Slalom vinns av May Nilsson, Åre SLK. Lagtävlingen vinns av Åre SLK.

### Skidor, nordiska grenar
- 25 februari - Arthur Häggblad IFK Umeå vinner Vasaloppet.[9] för fjärde gången.

#### SM

##### Herrar
- 15 km vinns av Alfred Dahlqvist, Östersunds SK för tredje året i följd. Lagtävlingen vinns av Brännans IF, Härnösand.
- 30 km vinns av Alfred Dahlqvist, Östersunds SK . Lagtävlingen vinns av Anundsjö IF.
- 50 km vinns av Hjalmar Lauri, Pajala IF.  Lagtävlingen vinns av SoIK Hellas.
- Stafett 3 x 10 km vinns av Brännans IF, Härnösand med laget Per Pahlin, Folke Vedin och Kalle Pahlin

##### Damer
- 10 km vinns av Lilly Söderlund, Frösö IF. Lagtävlingen vinns av Selångers SK (innehållande bland andra Sigrid Henriksson)

### Tennis
- US Open
  - Herrsingel: Donald McNeill, USA
  - Damsingel: Alice Marble, USA
- Australiska öppna
  - Herrsingel: Adrian Quist, Australien
  - Damsingel: Nancye Wynne Bolton, Australien

### Travsport
- Travderbyt körs på  Jägersro travbana i  Malmö. Segrare blir det svenska stoet  Golden Weddingt (SE) e Schuyler (US) – Ellie Spencer (US) e. Spencer (US). Kilometertid:1.26,1  Körsven: Sixten Lundgren
- Travkriteriet vinns av det svenska stoet  Skottlandshus (SE)  e. Spencer (US) – Gaiety (US) e. Daystar (US).

## Evenemang
- 20–28 januari – Sydamerikanska mästerskapet i basket.
- Okänt datum – VM i snooker

## Bildade föreningar och klubbar
- 2 augusti – BK Häcken, fotboll, bowling[10]

## Födda
- 17 januari – Kipchoge Keino, kenyansk friidrottare
- 21 januari – Jack Nicklaus, amerikansk golfspelare.
- 20 februari – Jimmy Greaves, engelsk fotbollsspelare.
- 21 februari – Peter Gethin, brittisk racerförare.
- 24 februari - Denis Law, skotsk fotbollsspelare.
- 28 februari – Mario Andretti, amerikansk racerförare.
- 2 april – Mike Hailwood, brittisk racerförare.
- 20 maj – Sadaharu Oh, japansk basebollspelare.
- 23 juni – Wilma Rudolph, amerikansk friidrottare, tre OS-guld 1960.
- 29 juli – Amarildo, brasiliansk fotbollsspelare.
- 23 oktober – Pelé, brasiliansk fotbollslegend.
- 23 november – Gösta Pettersson, svensk cyklist.
- 30 november – Pauli Nevala, finländsk spjutkastare, olympisk guldmedaljör 1964.

## Avlidna
- 26 mars – Spyridon Louis, grekisk maratonlöpare, olympisk guldmedaljlör 1896

### Fotnoter
1. ↑  Erik Jonsson (3 mars 1940). ”1940–1949”. Svenska Bandyförbundet. Arkiverad från originalet den 17 mars 2020. https://web.archive.org/web/20200317215222/https://www.svenskbandy.se/BANDYFINALEN/HISTORIK/Svenskamastare/Herrar/1940-1949. Läst 18 mars 2020.
2. ↑  Claes-G Bengtsson (26 februari 2010). ”Den osannolika slutspelsmatchen”. Svenska Bandyförbundet. Arkiverad från originalet den 27 mars 2016. https://web.archive.org/web/20160327071408/http://www.svenskbandy.se/NYHETER/CLASSESHISTORISKAHORNA/Aldrekronikor/Denosannolikaslutspelsmatchen/. Läst 22 augusti 2011.
3. ↑  ”1940 World Series” (på engelska). Baseball-Reference.com. http://www.baseball-reference.com/postseason/1940_WS.shtml. Läst 14 juli 2015.
4. ↑  ”Croatia - International Matches” (på engelska). RSSSF. http://www.rsssf.com/tablesk/kroa-intres.html. Läst 20 augusti 2011.
5. ↑  ”1940” (på portugisiska). Sylvesterloppet. Arkiverad från originalet den 25 februari 2014. https://web.archive.org/web/20140225142805/http://www.saosilvestre.com.br/1940. Läst 19 augusti 2012.
6. ↑  ”Boston Marathon”. Arkiverad från originalet den 27 april 2015. https://web.archive.org/web/20150427035419/http://www.baa.org/races/boston-marathon/boston-marathon-history/past-champions/past-mens-open-champions.aspx. Läst 9 april 2011.
7. ↑  ”Championnat de Suède 1939/40” (på franska). Hockey Archives. 12 mars 1940. https://www.hockeyarchives.info/Suede1940.htm. Läst 15 augusti 2011.
8. ↑  ”NHL 1939/40” (på franska). Hockey Archives. https://www.hockeyarchives.info/NHL1940.htm. Läst 23 mars 2020.
9. ↑  ”Historiska segrare”. Vasaloppet. Arkiverad från originalet den 22 mars 2020. https://web.archive.org/web/20200322121012/https://www.vasaloppet.se/wp-content/uploads/sites/1/2019/09/historiska_segrare_vasaloppet_sve_2019-09-18.pdf. Läst 5 september 2011.
10. ↑  Martin Alsiö (22 juni 2004). ”De allsvenska klubbarnas födelsedagar”. Bolletinen. http://www.bolletinen.se/sfs/allsvenskan/grundades.pdf. Läst 18 februari 2015.